# بلاي 99.5 اف ام
بلاي 99.5 اف ام المعروفة سابقًا باسم بلاي 99.6 هي محطة راديو موسيقية باللغة الإنجليزية في الأردن. تأسست عام 2004 وهي جزء من شركة الإعلام الحديث. تقوم المحطة بتشغيل الأغاني الإنجليزية من جميع أنحاء العالم بالإضافة إلى بث مقابلات مع المشاهير. وفقًا لإبسوس، يتمتع بلاي 99.5 بأوسع نطاق للراديو الإنجليزي في الأردن. وتتراوح أعمار مستمعيها بين 15 و 30 عامًا. يقع المقر الرئيسي لشركة في عمان، الأردن.

## تاريخ
تم تأسيسه من قبل رواد الأعمال رمزي حلبي وظفير يونس.  كان في البداية 5 أعضاء من الفريق، وانضم" Lee McGrath" مقدم البرنامج الصباحي على الهواء الفريق من المملكة المتحدة  بعد وقت قصير من بدئهم. في عام 2007، تلقت المحطة تقديرًا دوليًا من قبل الرابطة الوطنية للمذيعين، وحصلت على جائزة NAB International Broadcasting Excellence Award
مبادرة «ألعاب الأمل» هي مبادرة اطلقت في عام 2006 من قبل الإذاعة لتشجيع المستمعين للإذاعة على التبرع بالألعاب الجديدة والمستعملة، والتي قامت الإذاعة بتسليمها بعد ذلك إلى دار للأيتام. تلقى مبرة أم الحسين آلاف الألعاب للاطفال من خلال هذه الحملة. تكررت الحملة في عام 2007، خلال الأيام الأخيرة من الحملة اتصلت الملكة رانيا بمقدم البرنامج الصباحي للمدح بعملهم وتشجيع المزيد من المستمعين على التبرع.
وفي عام 2007 قامت الإذاعة بجلب الممثلين الكوميديين (ماز جبراني، احمد احمد، آرون قادر) لتقديم اربع عروض (عروض محور الشر)  بيعت كلها في عمان. وقد كان العرض هو أول ستاند اب كوميدي يتم استضافته في الأردن. بعد النجاح الذي تم تحقيقه، بثت المحطة عروض للكوميديين العرب الأمريكيين (دين عبيد الله، ميسون زايد).
عام 2008 , قامت المحطة باطلاق حملة حول عمان تهدف لترويج للموسيقيين والفرق الموسيقية والفنانين والمصورين المحليين.
عام 2018، غيرت المحطة ترددها من 99.6 إلى 99.5 بهدف توسيع مدى وصولها واستيعاب السيارات الأمريكية.

## روابط خارجية
- الموقع الرسمي